# Затока (Чугуївський район)
Затока — село в Україні, у Печенізькій селищній громаді Чугуївського району Харківської області. Населення становить 9 осіб. До 2020 орган місцевого самоврядування — Борщівська сільська рада.

## Географія
Село Затока знаходиться на лівому березі річки Хотімля в місці впадання її в Печенізьке водосховище, вище за течією на відстані 4,5 км розташоване село Гарашківка.

## Історія
1929 — засноване як село Комсомольське.
1958 — перейменоване в село Першотравневе.
12 червня 2020 року, відповідно до Розпорядження Кабінету Міністрів України  № 725-р «Про визначення адміністративних центрів та затвердження територій територіальних громад Харківської області», увійшло до складу Печенізької селищної громади.
19 липня 2020 року, в результаті адміністративно-територіальної реформи та ліквідації колишнього Печенізького району, увійшло до складу новоутвореного Чугуївського району Харківської області.
22 червня 2023 року рішенням №230 Національної комісії зі стандартів державної мови віднесено до списку населених пунктів, які «можуть не відповідати лексичним нормам української мови», зокрема стосуватися «російської імперської чи колоніальної політики». Громаді рекомендовано обґрунтувати доцільність збереження поточної назви або запропонувати нову назву в установленому законодавством порядку.
19 вересня 2024 року Верховна Рада підтримала перейменування села Першотравневе на Затока. 26 вересня 2024 року перейменування набуло чинності.